# Unterseeboot UB-104
Pour les autres navires du même nom, voir Unterseeboot 104.
L'Unterseeboot UB-104 est un sous-marin (U-Boot) allemand de type UB III utilisé par la Kaiserliche Marine pendant la Première Guerre mondiale. Il fut mis en service dans la marine impériale allemande le 15 mars 1918. 
L'UB-104 a été coulé le 19 septembre 1918 par une mine sur le barrage de mines de la mer du Nord.

## Conception
Comme tous les sous-marins de type UB III, l'UB-104 avait un déplacement de 510 tonnes en surface et de 649 tonnes en immersion. Ses moteurs lui permettaient de naviguer à 13,3 nœuds (24,6 km/h) en surface et à 7,4 nœuds (13,7 km/h) en immersion. Il avait un rayon d'action de 7420 milles de marins (13740 km) à sa vitesse de croisière. L'UB-104 transportait 10 torpilles et était armé d’un canon de pont de 8,8 cm. L'UB-104 avait un équipage pouvant compter jusqu’à 3 officiers et 31 hommes.

## Historique des services
L'UB-104 a été construit par Blohm & Voss de Hambourg. Après un peu moins d’un an de construction, il a été lancé à Hambourg le 1er septembre 1917. Il a été mis en service plus tard la même année sous le commandement de l'Oberleutnant zur See Ernst Berlin.

## Affectations
- Flottille des Flandres II : du 24 juillet au 21 septembre 1918

## Commandants
- Oberleutnant zur See Ernst Berlin[4] : du 15 mars au 26 juillet 1918
- Oblt.z.S. Thomas Bieber[5] : du 27 juillet au 21 septembre 1918

## Navires coulés
| Date              | Nom           | Nationalité    | Tonnage | Destin. |
| ----------------- | ------------- | -------------- | ------- | ------- |
| 2 août 1918       | Flevo X       | Pays-Bas       | 111     | Coulé   |
| 2 août 1918       | Remke         | Pays-Bas       | 193     | Coulé   |
| 3 août 1918       | Cambrai       | France         | 963     | Coulé   |
| 13 août 1918      | Frida         | Danemark       | 395     | Coulé   |
| 13 août 1918      | Jönköping 1   | Suède          | 1546    | Coulé   |
| 14 août 1918      | Wallsend      | United Kingdom | 2697    | Coulé   |
| 14 septembre 1918 | Gibel Hamam   | United Kingdom | 647     | Coulé   |
| 15 septembre 1918 | Kendal Castle | United Kingdom | 3885    | Coulé   |
| 16 septembre 1918 | Ethel         | United Kingdom | 2336    | Coulé   |
| 16 septembre 1918 | Lord Stewart  | United Kingdom | 1445    | Coulé   |
| 17 septembre 1918 | Ursa          | Suède          | 1740    | Coulé   |